# ملکه (آلبوم نیکی میناژ)
ملکه  (به انگلیسی: Queen) آلبومی از خواننده و ترانه سرا آمریکایی نیکی میناژ است. است که در ۱۰ اوت ۲۰۱۸ منتشر شد. این آلبوم چهارمین آلبوم نیکی میناژ است. در آلبوم ملکه نیکی میناژ با خوانندگان بزرگی همچون امینم، آریانا گرانده، لیل وین ، فیوچر و د ویکند همکاری کرده است.